# Венцислав Рангелов
Венцислав Рангелов е бивш български състезател по джудо и бивш футболист, спортен деятел и футболен треньор. Венцислав Рангелов е известен филантроп и организатор на множество благотворителни събития, чиято основна цел е помощ за деца на загинали по време на изпълнение на служебните задължения служители на МВР, както и на деца в неравностойно положение.
Към 2021 година е член на Националния борд по туризъм на България.

## Служба в МВР
Рангелов е дългогодишен началник на служба „Контрол на общоопасните средства“ (КОС) в Столичната дирекция на вътрешните работи, бивш Вицепрезидент е на Световната полицейска асоциация. В спорта има огромни заслуги за развитието на футбола в МВР, като е бил дългогодишен наставник на Полицейския национален футболен тим на България, с който има огромни успехи.

## Успехи като треньор
Рангелов е дългогодишен главен мениджър и основно действащо лице в тима на „Сливнишки герой“, Сливница. Под негово ръководство отборът на ФК „Сливнишки герой“ става шампион на ЮЗ В АФГ, като получава право да се състезава от сезон 2011/2012 в професионалната Б група.
Под негово ръководство Полицейският национален футболен тим е носител на титлите: европейски шампион (1), световен полицейски вицешампион (3), трети на европейско първенство (1), балкански шампион (1), балкански вицешампион (1), републикански шампион (12).
Избиран е 5 пъти за треньор №1 на годината в СА-МВР, треньор №1 на гр. Сливница.
Като наставник на „Сливнишки герой“ се представя отлично в турнира за Купата на България, сезон 2009 – 2010, финалист да АФЛ на България в сезон 2014/2015.

## Благотворителност
В. Рангелов е познат също със своята благотворителност. Многократно е организирал събития за набиране на средства за домове за сираци, за деца на загинали служители на МВР.
През есента на 2015 година предлага дербито на ФК „Сливнишки герой“ с тима на ПФК ЦСКА (София) да се играе не в Сливница, а на ст. „Българска армия“, а средствата да бъдат предоставени на останалия без крак след инцидент Андрей Димитров, на когото са необходими 70 000 лв. за модулна протеза.
Най-сериозното и мащабно благотворително събитие, на което е организатор, е благотворителният концерт за набиране на средства за изграждане на парова централа за Дома за деца без родителски грижи в с. Доганово, който се провежда на 19 и 20 март 2016 г. в зала „Арена Армеец“ с участието на сръбските фолк певци Мирослав Илич и Шабан Шаулич.
През февруари 2019 година Рангелов отново съвместно с Мирослав Илич организират благотворителен концерт в Зала 1 на НДК, като целта е да се закупи скъпа медицинска апаратура за Клиниката по детска кардиология от Националния кардиологичен център в София.

## Личен живот
Венцислав Рангелов е женен, има 2 дъщери. Извън футбола Рангелов е запален ловец.